# Road Tapes, Venue 2
A Road Tapes, Venue #2 Frank Zappa 2013 novemberében megjelent posztumusz albuma. A több mint kétórás dupla CD három 1973. augusztusi koncert anyagából válogat, szerkesztésében egy teljes koncert élményét adva.

## A lemez számai

### 1. CD
1. Introcious 5:18
2. The Eric Dolphy Memorial Barbecue 1:08
3. Kung Fu 1:11
4. Penguin In Bondage 4:07
5. Exercise #4 1:58
6. Dog Breath 1:36
7. The Dog Breath Variations 1:30
8. Uncle Meat 2:27
9. RDNZL 6:17
10. Montana 7:03
11. Your Teeth And Your Shoulders And Sometimes Your Foot Goes Like This... /Pojama Prelude 10:14
12. Dupree's Paradise 15:55
13. All Skate/Dun-Dun-Dun (The Finnish Hit Single) 14:10

### 2. CD
1. Village Of The Sun 5:40
2. Echidna's Arf (Of You) 4:22
3. Don't You Ever Wash That Thing? 9:56
4. Big Swifty 12:58
5. Farther O'Blivion 22:54
6. Brown Shoes Don't Make It 7:33

## Közreműködő zenészek
- Frank Zappa – gitár, ének
- Jean-Luc Ponty – elektromos hegedű
- George Duke – billentyűk, ének
- Ian Underwood – fafúvósok, szintetizátor
- Ruth Underwood – ütőhangszerek
- Bruce Fowler – harsona
- Tom Fowler – basszusgitár
- Ralph Humphrey – dobok

Finlandia-talo, Helsinki, Finland, August 23-24, 1973